# Cenicero
Cenicero est une commune de la communauté autonome de La Rioja, en Espagne.

## Démographie
| 1900  | 1910  | 1920  | 1930  | 1940  | 1950  | 1960  | 1970  | 1981  |
| ----- | ----- | ----- | ----- | ----- | ----- | ----- | ----- | ----- |
| 2 693 | 2 588 | 2 510 | 2 719 | 2 957 | 2 934 | 2 738 | 2 326 | 2 114 |

| 1991  | 2001  | 2011  | - | - | - | - | - | - |
| ----- | ----- | ----- | - | - | - | - | - | - |
| 2 200 | 1 981 | 2 081 | - | - | - | - | - | - |

## Administration

### Conseil municipal
La ville de Cenicero comptait 2 076 habitants aux élections municipales du 26 mai 2019. Son conseil municipal (en espagnol : Pleno del Ayuntamiento) se compose donc de 11 élus.
| Parti | Parti                                    | Voix | %       | Élus   |
| ----- | ---------------------------------------- | ---- | ------- | ------ |
|       | Parti socialiste ouvrier espagnol (PSOE) | 530  | 43,91 % | 5 / 11 |
|       | Parti populaire (PP)                     | 440  | 36,45 % | 4 / 11 |
|       | Partido Riojano (PR+)                    | 189  | 15,66 % | 2 / 11 |
|       | Izquierda Unida (IU)                     | 48   | 3,98 %  | 0 / 11 |

### Liste des maires
| Mandat    | Maire | Maire                      | Parti |
| --------- | ----- | -------------------------- | ----- |
| 2007-2011 |       | ?                          | PSOE  |
| 2011-2015 |       | Pedro María Frias Zaldivar | PP    |
| 2015-2019 |       | Pedro María Frias Zaldivar | PP    |
| 2019-2023 |       | Marcos Jiménez Zapatero    | PSOE  |